# Visuele discriminatie

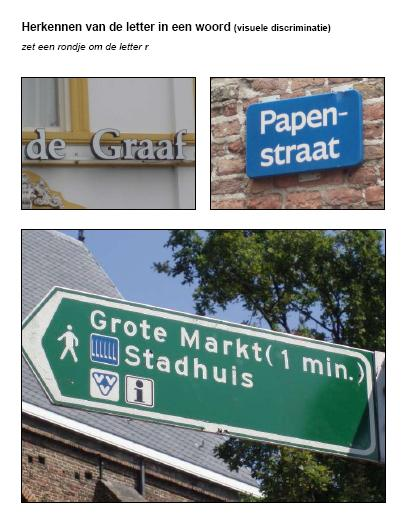
Werkblad visuele discriminatie

Visuele discriminatie is een deelvaardigheid in het proces van het leren lezen. Het kind leert om letters te onderscheiden van elkaar.
Hiervoor krijgt het kind oefeningen aangeboden van de leerkracht waarbij het een bepaalde letter moet zoeken. Om de oefening aantrekkelijk te maken kan de leerkracht gebruikmaken van verschillende werkvormen: een werkblad met verschillende letters, letters zoeken in het klaslokaal, letters zoeken op foto's van alledaagse situaties waarin woorden een rol spelen.

Dezelfde oefening kan op een hoger niveau worden gedaan door woorden te zoeken in plaats van letters. Als hier vervolgens een tijdslimiet aan wordt verbonden, wordt het woordbeeld getraind. Dit is echter geen goede oefening voor dyslectische kinderen.